# 오키아가리코보시

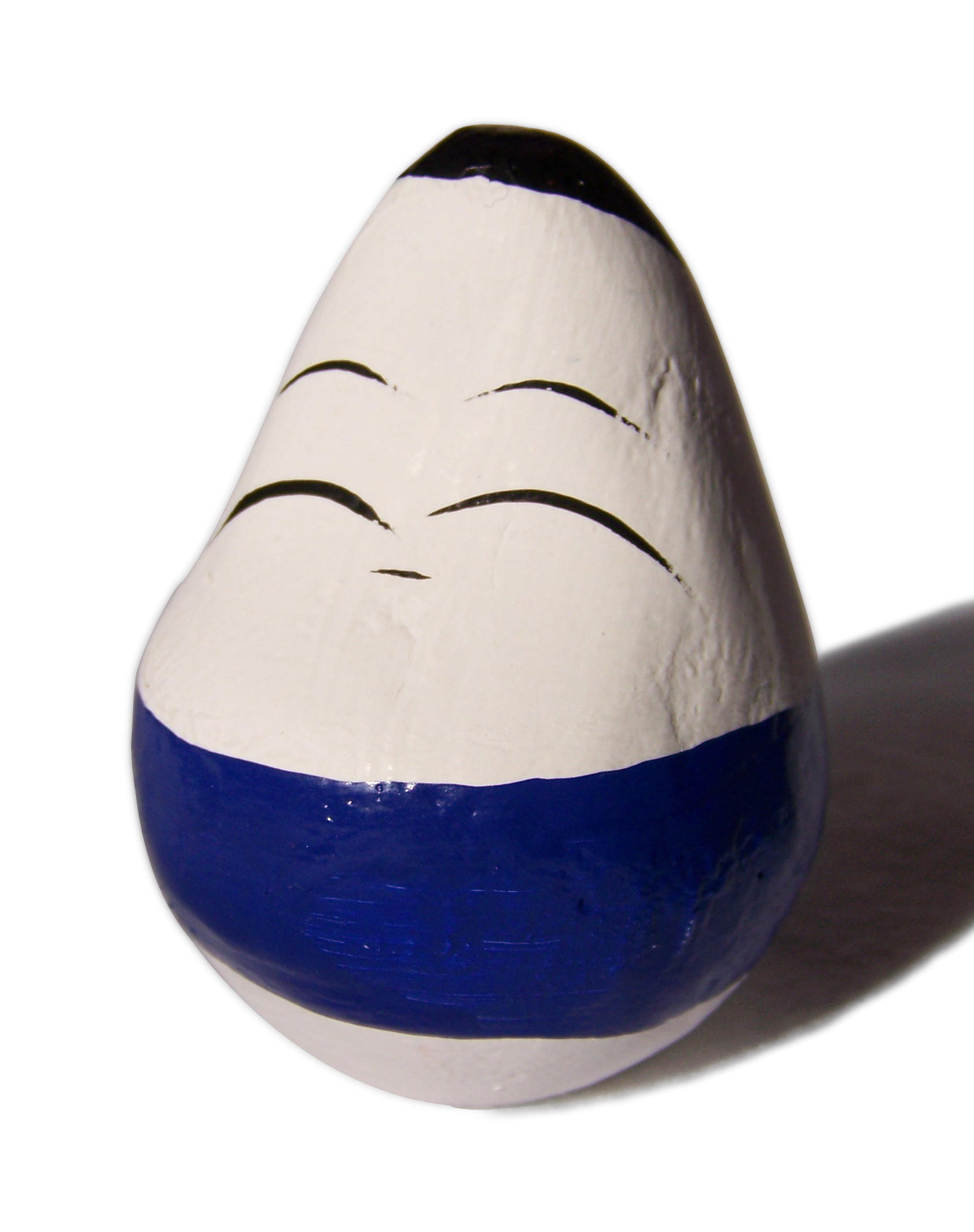
아이즈와카마쓰시의 오키아가리코보시

오키아가리코보시(일본어: 起き上がり小法師)는 후쿠시마현 아이즈 지방에 옛부터 전해져 내려오는 행운 · 향토 완구의 하나이다. 오키히메(일본어: 起姫)라고도 한다. 아이즈의 사람들에게 「아카베코」 다음으로 친숙한 향토 완구이다. 갓난아기를 본뜬 사랑스러움이 있다. 아이즈 지방에서는 이 코보시를 도카이치라는 매년 1월 10일에 열리는 초시의 잿날에 가족의 인원수+1개를 구입하여 1년 감실 등으로 꾸민다.

## 기능
계속 쓰려뜨려도 일어나는 것은 "칠전팔기"의 정신을 함유하고 있다. 행운의 기능으로는 "무병장수", "가내안전" 등. 가족의 인원수보다 1개 더 구입하는 이유는 "가족이 증가하도록"이라는 의도에서 생긴 관습이다. 또한 사들일 때는 실제로 패배하려고 일어나는 것을 선택하면 된다. 구입할 수 있는 가게는 일어날 수 있는지의 여부를 확인하기 위한 장소가 있는 경우가 더 많다.

## 구조
기본 구조는 다루마와 같으며 본체 중심 아래쪽에 추를 넣는 것이 "넘어뜨려도 일어난다"라는 특수 효과를 가능하게 하고 있다. 원뿔에 가까운 형태로 크기는 높이 3cm, 둘레는 7cm 정도 손바닥 안에 들어온다. 색상은 얼굴 부분이 하얀색이며 아래쪽의 몸통은 빨간색인 경우가 많지만 최근에는 다양한 색깔이 등장하고 있다. 머리와 눈썹, 눈, 입은 검은색으로 그려져 있지만 수작업으로 인해 표정이 각각 다르기 때문에 온기가 느껴진다.

## 역사
최초의 역사로는 400년 전에 아이즈번주 · 가모 우지사토가 번사에 작은 법사를 만들어 쇼가쓰에 판매한 것이 시작이라고 한다.
2011년의 동일본 대지진에서의 부흥 응원의 하나로서 2013년 다카다 겐조의 발기로 세계의 예술가들이 "오키아가리코보시" 그림 그리기 프로젝트 "오키아가리코보시 프롬 요롯파"가 시작되었다.

## 참고 문헌
- 아이즈 대사전 (국서간행회)

## 같이 보기
- 다루마
- 오뚝이